# Podzamcze (Lwów)

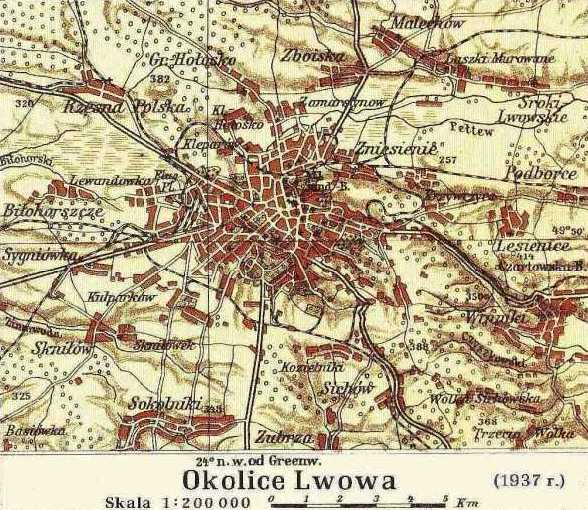
Okolice Lwowa, mapa topograficzna, 1937

Podzamcze (ukr. Підзамче) – dzielnica Lwowa, w rejonie szewczenkowskim, na północ od Wysokiego Zamku; pełni funkcje mieszkaniowo-usługowe.
Podzamcze rozwinęło się na terenie dawnego przedmieścia o oficjalnej nazwie Dzielnica III Przedmieście Żółkiewskie, przede wszystkim wokół stacji kolejowej Podzamcze, której nazwa z czasem wyparła nazwę dawnego przedmieścia.
W 1998 Podzamcze razem ze Starym Miastem, Wysokim Zamkiem i archikatedralnym sobrem św. Jura zostało wpisane na listę światowego dziedzictwa UNESCO.